# Brachymyrmex heeri
Brachymyrmex heeri es una especie de hormiga perteneciente al género Brachymyrmex, categorizada en la tribu Myrmelachistini, de la subfamilia Formicinae.

## Distribución
Se distribuye por Argentina, Bahamas, Bolivia, Brasil, Colombia, Costa Rica, Cuba, Ecuador, Estados Unidos, Guayana Francesa, islas Galápagos, Guatemala, Guyana, Haití, México, Panamá, Paraguay, Puerto Rico, Uruguay, Venezuela, Suiza y Ucrania. Se ha encontrado a altitudes de 5-1981 m s. n. m.

## Taxonomía
Fue descrita por Forel en 1874.